# ورونیکا زمانوا
ورونیکا زمانوا (به انگلیسی: Veronika Zemanová) زاده ۱۴ آوریل ۱۹۷۵میلادی، هنرپیشه مشهور فیلم پورنو اهل چکسلواکی است. وی زاده چسک بودیویچ در جمهوری چک است و در سن ۱۸ سالگی به پراگ مهاجرت نموده و به عکاسی پرداخت. نام هنری وی اوا بود ولی به دلیل تشابه با دیگران آن را کنار نهاد. ورونیکا از سال ۱۹۹۳ تا ۱۹۹۷ به عکاسی می‌پرداخت، ولی هنگامی که در آن سال دوربین و لوازم عکاسی اش از خودروی شخصی وی به سرقت رفت، عکاسی را کنار نهاد و خود مدل عکسبرداری شد.
تصاویر زمانوا در صفحه روی جلد شمار زیادی از مجلات معروف جهان به چاپ رسیده از جمله پلی‌بوی، پنت‌هاوس، پرفکت ۱۰، پرفکشن، مدل دایرکتوری، هاستلر،‌های سوسایتی و نگارخانه.
او از اولین هنرپیشگان پورنو بود که به فعالیت گسترده اینترنتی پرداخت و از این راه معروفیت زیادی کسب کرد.